# Cmentarze w Zagórzu
Cmentarze w Zagórzu – nekropolie na terenie miasta Zagórza.
- Cmentarz przy kościele Wniebowzięcia Najświętszej Maryi Panny (nieistniejący)
- Stary Cmentarz przy ulicy Stefana Batorego przy parafii Wniebowzięcia Najświętszej Maryi Panny kościoła pod tym wezwaniem
- Nowy Cmentarz przy ulicy Stefana Batorego
- Cmentarz w Wielopolu przy cerkwi św. Michała Archanioła
- Cmentarz w Zasławiu
- Cmentarz wojenny żołnierzy Armii Czerwonej zmarłych z ran w 1944 przy ulicy Wolności, który powstał w miejscu dawnego cmentarza greckokatolickiego dla parafian z cerkwi św. Michała Archanioła[1]